# Landhockey vid olympiska sommarspelen 1928
Landhockeyturneringen vid olympiska sommarspelen 1928 avgjordes i Amsterdam.

## Medaljfördelning
| Event               | Guld | Silver | Brons |
| Herrarnas turnering | Indien Richard Allen Dhyan Chand Maurice Gateley William Goodsir-Cullen Leslie Hammond Feroze Khan George Marthins Rex Norris Broome Pinniger Michael Rocque Frederic Seaman Ali Shaukat Jaipal Singh Sayed Yusuf Kher Singh Gill | Nederländerna Jan Ankerman Jan Brand Rein de Waal Emile Duson Gerrit Jannink Adriaan Katte August Kop Ab Tresling Paul van de Rovaart Robert van der Veen Haas Visser 't Hooft C. J. J. Hardebeck T. F. Hubrecht G. Leembruggen H. J. L. Mangelaar Meertens Otto Muller von Czernicki W. J. van Citters C. J. van der Hagen Tonny van Lierop J. J. van Tienhoven van den Bogaard J. M. van Voorst van Beest N. Wenholt | Tyskland Bruno Boche Georg Brunner Heinz Förstendorf Erwin Franzkowiak Werner Freyberg Theodor Haag Hans Haußmann Kurt Haverbeck Aribert Heymann Herbert Hobein Fritz Horn Karl-Heinz Irmer Herbert Kemmer Herbert Müller Werner Proft Gerd Strantzen Rolf Wollner Heinz Wöltje Erich Zander Fritz Lincke Heinz Schäfer Kurt Weiß |

## Medaljtabell
| Pl. | Nation        | Guld | Silver | Brons | Totalt |
| --- | ------------- | ---- | ------ | ----- | ------ |
| 1   | Indien        | 1    | 0      | 0     | 1      |
| 2   | Nederländerna | 0    | 1      | 0     | 1      |
| 3   | Tyskland      | 0    | 0      | 1     | 1      |

## Resultat
Turnering innehöll nio lag i två grupper.

### Grupp A
| Nr | Lag       | S | V | O | F | GM | IM | MS  | P |
| -- | --------- | - | - | - | - | -- | -- | --- | - |
| 1  | Indien    | 4 | 4 | 0 | 0 | 26 | 0  | +26 | 8 |
| 2  | Belgien   | 4 | 3 | 0 | 1 | 8  | 9  | −1  | 6 |
| 3  | Danmark   | 4 | 2 | 0 | 2 | 5  | 8  | −3  | 4 |
| 4  | Schweiz   | 4 | 1 | 0 | 3 | 2  | 11 | −9  | 2 |
| 5  | Österrike | 4 | 0 | 0 | 4 | 1  | 14 | −13 | 0 |

| Hemma \ Borta | Belgien | Danmark | Indien | Schweiz | Österrike |
| Belgien       | —       | –       | –      | 3–0     | 4–0       |
| Danmark       | 0–1     | —       | —      | —       | 3–1       |
| Indien        | 9–0     | 5–0     | —      | 6–0     | 6–0       |
| Schweiz       | —       | 1–2     | —      | —       | —         |
| Österrike     | —       | —       | —      | 0–1     | —         |

### Grupp B
| Nr | Lag           | S | V | O | F | GM | IM | MS | P |
| -- | ------------- | - | - | - | - | -- | -- | -- | - |
| 1  | Nederländerna | 3 | 2 | 1 | 0 | 8  | 2  | +6 | 5 |
| 2  | Tyskland      | 3 | 2 | 0 | 1 | 8  | 3  | +5 | 4 |
| 3  | Frankrike     | 3 | 1 | 0 | 2 | 2  | 8  | −6 | 2 |
| 4  | Spanien       | 3 | 0 | 1 | 2 | 3  | 8  | −5 | 1 |

| Hemma \ Borta | Frankrike | Nederländerna | Spanien | Tyskland |
| Frankrike     | —         | —             | 2–1     | —        |
| Nederländerna | 5–0       | —             | 1–1     | 2–1      |
| Spanien       | —         | —             | —       | —        |
| Tyskland      | 2–0       | —             | 5–1     | —        |

### Match om tredjeplats
| Lag 1    | Resultat | Lag 2   |
| Tyskland | 3–0      | Belgien |

### Final
| Lag 1  | Resultat | Lag 2         |
| Indien | 3–0      | Nederländerna |